# Пискур
Пискур (укр. Піскур, крымскотат. Piskur, Пискур) — ручей в Алуштинском регионе Крыма, левый приток Альмы. Длина реки — 8,0 км, площадь водосборного бассейна — 9,6 км².

## География
Исток ручья расположен на западных склонах хребта Синаб-Даг Главной гряды Крымских гор, в отложениях Триасового периода, на территории Крымского заповедника. Течёт, общим направлением, на северо-запад, впадает в Альму у кордона «Тарьер» в 65,5 километрах от устья. В сборнике «Крымское государственное заповедно-охотничье хозяйство им. В. В. Куйбышева» 1963 года записан, как приток без названия длиной 6,0 км с площадью бассейна 10,0 км², высотой истока 610 м, устья — 390 м, уклоном реки 37 м/км². Водоохранная зона реки установлена в 50 м.